# ОШ „Иво Андрић” Будисава
ОШ „Иво Андрић” једна је од основних школа у Новом Саду. Налази се у улици Школска 3, у Будисави. Назив је добила по Иви Андрићу, српском и југословенском књижевнику и дипломати Краљевине Југославије. 

## Историјат
Године 1885. у једној приватној кући је почела са радом Римокатоличка вероисповедна школа. Први учитељ је био обућар Јанош Нађидаи, а прва школска зграда са две учионице је изграђена 1886. Рад Реформаторске школе у новој згради је почела 1888, једна њена половина је била намењена реформаторској вероисповести, а друга евангелистичкој. Сваки од ових делова је био оспособљен и за верску наставу са по једном учионицом и станом за свештеника или учитеља. У почетку је био релативно мали број ученика и школа је била неподељена, 1895. је имала тридесет и три ученика. Евангелистичка школа је основанa 1889. и радила је у истој згради са Реформаторском школом, а први учитељ је био Јохан Шрамел од 1889. до 1907. године. Посебна школска зграда је изграђена 1914, а до 1932. је служила и као црква. Сасвим ретка деца српске и мађарске народности са српским и словенским презименима су похађала „Вић школу” која је била установљена између два светска рата. У њој се настава одвојила на српском језику, без обзира које националности су били ученици. Прва учитељица је била Данка Нешин из Ковиља. Вероисповедне школе после Првог светског рата постају државне основне школе. Између светских ратова у Будисави је неко време радила и школа за малобројну јеврејску децу која су имала свог учитеља. После Другог светског рата је у многим селима у Војводини, ако је било услова, кадрова и простора, према измењеном Закону, школовање продужено у седмогодишње, а недуго затим и у осмогодишње основно образовање. Пошто у Будисави није било ни простора, ни кадрова, ученици су морали да похађају више разреде у Каћу. Када су се створили услови за остваривање основног осмогодишњег образовања, настава је организована у осам зграда. Камен темељац нове, садашње зграде, у Школској 3. је поставио тадашњи директор Павле Гера 18. марта 1965, а усељена је почетком школе 1966—67. године. Школска зграда је имала 1650m² са једанаест класичних и једном мањом учионицом, зборницом, канцеларијом директора и стручног сарадника, ученичким тоалетом у приземљу и на спрату и тоалетом за наставнике у приземљу, кухињом са трпезаријом 197m² и просторијама за помоћно–техничко особље. Ученици су користили отворене површине које су чинили школско двориште са зеленом површином 5309m² и отворен терен за рукомет 955m² који је од 2016. године прекривен тартан масом. У школском дворишту је изграђена стара зграда 1900. укупне површине 230m² у којој се налазила једна учионица, архива, школска библиотека и канцеларије у којима и данас ради секретар и административни радници. Изградња фискултурне сале је започела 23. марта 1999, радови су прекинути након постављања кровне конструкције. Спортска хала је отворена 3. октобра 2007. са 1702m². У непосредној близини, преко пута главне школске зграде, су и просторије у којима се одвија рад продуженог боравка са 90m² у објекту и 234m² које чини двориште. Простор је наменски опремљен за учење и одмор. Настава се изводи на српском и мађарском језику. Првобитни назив школе је био Моша Пијаде, а од 1993. је промењен у Ива Андрић. Од 2007. године се дан школе прославља 9. октобра.

## Догађаји
Догађаји Основне школе „Иво Андрић”:
- Савиндан
- Дан школе
- Дан заљубљених
- Дечја недеља
- Пројекат „Мрежа школа у заштићеном подручју”
- Фестивал „Позорница младима”